# 白雀斑灰蝶
白雀斑灰蝶（学名：Phengaris daitozana），又名臺灣白灰蝶、白雀斑小灰蝶、白胡麻斑小灰蝶、黑斑白灰蝶，为灰蝶科雀斑灰蝶屬下的一个种。

## 描述
本種為中大型灰蝶，具明顯雌雄二型性。雄蝶頭部披毛、褐色，額中央具白色帶紋。觸角黑褐色，有白環；口器褐色；下唇鬚多為白色，末端褐色，末節細小尖狀。胸腹背面暗褐混藍，腹面白。足白色，跗節帶褐紋，前足跗節癒合、末端尖銳下彎。
前翅長20-26 mm，呈三角形、外緣突出，後翅圓形。翅背面底色白，可透視腹面斑紋；前翅外緣至翅頂具明顯黑褐邊，中室末端有黑褐色小斑點。翅腹面白色，黑褐斑點排成3–4列，中央斑點略呈弧形，後翅中央斑列有明顯轉折，中室內外皆有小斑。前後翅外緣有一列黑色重紋，緣毛白褐相間，翅脈端褐色。
雌蝶體態與雄蝶相似，但前足跗節不癒合，翅形更圓。翅背面斑紋較明顯，前後翅皆具黑色斑紋；腹面斑點整齊排列，圖紋更清晰。

## 分佈
為臺灣特有種，分布於本島高海拔山區。

## 棲地
棲息於常綠闊葉林，一年一代。成蝶飛行敏捷，會訪花；幼蟲初期以龍膽科臺灣肺形草的花與花苞為食，後期（四齡）移居蓬萊家蟻巢內，捕食螞蟻幼蟲並與其共棲。